# Pandanus calostigma
Pandanus calostigma är en enhjärtbladig växtart som beskrevs av Ugolino Martelli. Pandanus calostigma ingår i släktet Pandanus och familjen Pandanaceae.

## Underarter
Arten delas in i följande underarter:
- P. c. samoanus
- P. c. calostigma
- P. c. tenaruensis